# 乳頭瘤病毒科
乳頭瘤病毒科（Papillomaviridae）是雙鏈DNA病毒的一科，該類病毒會導致腫瘤，但大多情況不會成為癌症，僅有少數種類會導致子宮頸癌。
下有一屬：
- 乳頭瘤病毒屬（Papillomavirus）-代表種：
  - 人類乳頭瘤病毒（Human Papillomavirus）
  - 棉尾兔乳頭瘤病毒（Cottontail Rabbit Papillomavirus）

## 外部連結
- 微生物免疫學-papovaviridae(乳頭多瘤空泡病毒科)（页面存档备份，存于）